# مارتن سوخي
مارتن سوخي هو لاعب كرة قدم سلوفاكي في مركز الدفاع، ولد في 2 ديسمبر 1982 في براتيسلافا في سلوفاكيا. لعب مع أغوف أبيلدورن ونادي سلوفان براتيسلافا.